# Sprechstil
Mit Sprechstil bezeichnet man umfassend alle Mittel, die innerhalb der mündlichen Kommunikation zum Tragen kommen. Sie dienen als Spiegel der eigenen inneren Einstellung, mentaler Absichten sowie antizipierter Vorstellungen von Gesprächspartnern und -situationen.

## Sprach- und sprechwissenschaftliche Bedeutung
Mit der ersten Silbe „Sprech“ ist das Medium des Sprechschalls gemeint, in dem sich der Stil offenbart. Damit bezeichnen Sprechstile den Einsatz von Prosodie, das als „autonomes Signalisierungssystem“ fungiert.

## Anwendung in Kommunikationssituationen
Sprechstile sind „Ausdruck eines inneren Habitus, der sich durch Dispositionen unbewusst konstituiert“. Häufig kommt es innerhalb der Kommunikationssituation zur Verwendung verschiedener Stile, denn je nach Gesprächspartner fließen Aspekte der Dynamik, Variation und Intentionalität ein.
Sprechstile sind imitierbar und strategisch einsetzbar, finden aber in erster Linie automatisiert und unterbewusst den Weg zur Mündlichkeit. Sie werden innerhalb der Sozialisation oder durch Nachahmung erworben.

## Synonyme
Synonyme für Sprechstil sind z. B. Artikulationsstil, Akzent, oder klangliche Seite des Diskurses.